# Мартіна де Бертеро
Мартіна де Бертеро, баронеса де Босолей і д'Оффенбах (фр. Martine de Bertereau, baronne de Beausoleil et d'Auffembach; 1590–1642) — перша відома в історії жінка-мінералог. Разом з чоловіком Жаном дю Шателе об'їздила значну частину Європи у пошуках корисних копалин. ВОни відкрили близько 150 родовищ золота, срібла, міді, свинцю, цинку, сурми, сірки, вугілля. У своїй роботі Мартіна де Бертеро опиралася як і на науковий підхід, так і на ненаукові методи (свідчення віщунів, лозоходство).

## Біографія

### Раннє життя
Про походження Мартіни де Бертере відомо небагато. Будучи родом, імовірно, з провінційної дворянської сім'ї, вона отримала рідкісну для дівчат тієї епохи освіту: вивчала французьку, латину. Як видно з її творів, була знайома з івритом. Вона навчалася природничих наук з ухилом на хімію, механіку і мінералогію. Астрологія також становила частину її інтересів. В ході численних подорожей в супроводі чоловіка, Жана дю Шателе, вона поповнювала свої мовні навички італійською, іспанською, німецькою мовами. Також знайомилася з працею гірників, їхніми методами роботи та інструментами.

### Дослідження
Протягом тридцяти років роботи подружжя відвідали Німеччину, Угорщину, Італію, Польщу, деякі країни Центральної Європи, Швецію, Шотландію, Папську область та Потосі в Перу (зараз на території Болівії), де займалися дослідженням ресурсів надр, розвідкою і розробкою родовищ.
Важливою частиною їхніх польових досліджень була Франція, де родовища були недостатньо розроблені, і надра мало вивчені. Подружжя неодноразово перетинали країну вздовж і впоперек. Перші дослідження надр вони провели на південному заході Франції на початку XVII століття.
З 1627 року розробки в провінціях тривали за дорученням маркіза д'Еффіа, який завідував у Франції гірничою справою. Подружжя перетнули весь південь країни, від околиць Бордо — через Лангедок — до Провансу, потім вирушили в Бретань, продовжуючи складати списки потенційних місць покладів. Вся робота фінансувалася самими подружжям.
У 1627 році їхній будинок в Морле (Бретань) обшукали за наказом прево Ла Туше-Гріппе. Способи та методи, які подружжя використовували в своїх дослідженнях, накликали на них підозру. Їх звинуватили у використанні магії і чаклунства, проте незабаром їх виправдали. Однак зникли всі конфісковані речі — коштовності, золото, срібло і інші мінерали, папери, протоколи, карти місцевостей.
У 1629—1630 роках вони їздили в Угорщину, де Жан дю Шателе продовжував виконувати посаду радника і головного комісара трьох шахт, які раніше придбав під час попереднього перебування в цій країні. Залишивши посаду старшому сину, барон де Босолей з дружиною повернувся до Франції; разом з ними приїхали німецькі робітники — 50 гірників і 10 ливарників.
Подружжя Босолей продовжили розвідку родовищ в різних регіонах Франції з надією відшкодувати власні витрати завдяки можливим концесій. Витрати на дослідження були значними, а доходів мало. Вони стикалися з заздрістю і підозрами в зв'язку з незвичними методами, що межували з магією: подружжя користувалися горіховим прутом для визначення родовищ (метод лозоходства). Надходження коштів від наданих королем концесій затримувалося. У нетерпінні Мартіна де Бертере в 1632 року вирішила звернутися до маркіза д'Еффіа за допомогою у присвяченій йому книзі «Véritable déclaration de la descouverte des mines et minières de France». У ній вона перераховувала місцевості, де проводилися пошуки, і виявлені родовища.
У 1634 році барону присвоїли чин головного інспектора з гірничої справи, що додало йому офіційний статус, але без додаткових гірських концесій.

### «Повернення Плутона»

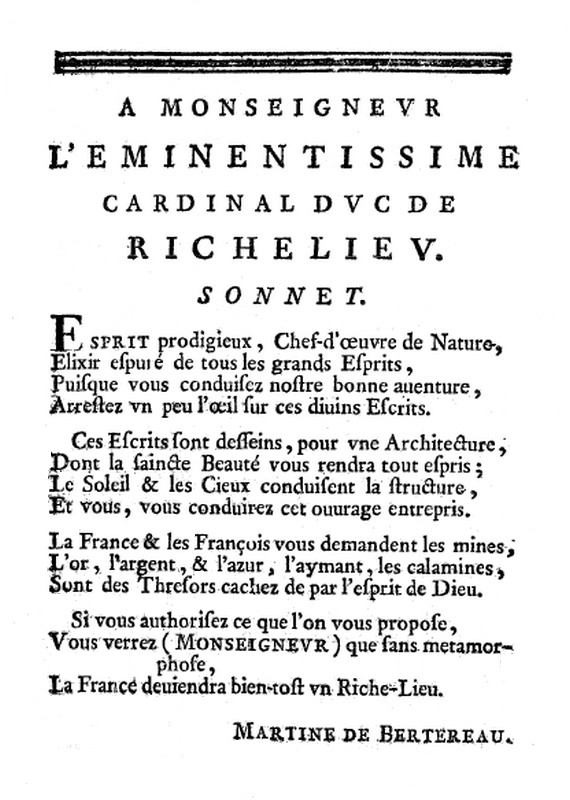
Сонет Мартіни де Бертеро, присвячений кардиналу Рішельє

У 1640 році баронеса де Босолей публікує книгу «Повернення Плутона» (фр. La Restitution de Pluton), яку присвячує кардиналу Рішельє. Книга була свого роду проханням, де вона розповідає своє життя і життя чоловіка, присвячене мінералогії та розробці надр. Вона детально описує свої методи роботи, в дечому схожі з астрологією і алхімією, а також інструменти і пристосування, включаючи «магічну лозу». Вона наводить опис всіх обстежених регіонів у Франції, зроблених відкриттів і відвіданих країн, оповідає про свої пригоди в Новому Світі.
Її розповідь став викладом професійних поглядів — таким собі «символом віри» (profession de foi), що відображає, наскільки вона вірила в те, чим займалася. Вона висловила бажання, щоб всі багатства, що приховані в надрах, відкрилися королю і його народу. Нагадала і про свої пригоди в Бретані, просячи справедливості. Проявила неймовірну сміливість і відвагу, пов'язані з ризиком потривожити підземних духів, яких, за її твердженням, можна зустріти в глибинах землі. І навіть заглибилася в такі теми, яких навряд чи варто було торкатися в ту епоху, на кшталт зв'язку небесних тіл з 7 металами.
Невідомо, чи прочитав кардинал Рішельє цей твір, і що саме було причиною для подальших дій: барон і баронеса де Босолей були заарештовані та ув'язнені — Жан дю Шателе в Бастилію, Мартіна де Бертеро в донжон Венсенського замку в передмісті Парижа. Там вони померли відповідно в 1645 і 1642 роках.